# 濑岛龙三
濑岛龙三（日语： Sejima Ryūzō，1911年12月9日—2007年9月4日），号立峰，日本军人、企业家，日本陆军士官学校44期第二名、日本陆军大学51期首席（军刀组），在旧日本陆军中官至中佐参谋。二战后转入商界，曾任伊藤忠商事会长、原日本首相中曾根康弘顾问等职，因在政商界影响力强大而被称为“昭和的参谋”。
在韓國總統全斗焕執政早期曾为日韩关系的恢复奔走，促成了全斗焕与时任日本首相中曾根康弘的会面。

## 生平
出生于日本富山县西砺波郡松泽村的一个农民家庭，父亲濑岛龙太郎当时是松泽村的村长、陆军预备役少尉。1924年考入日本陆军幼年学校，后升入日本陆军士官学校44期，以第二名成绩毕业，毕业后进入步兵第35连队，后升入日本陆军大学。1938年，以陆军大学首席身份毕业，获得天皇赐予的军刀。此后，直至日本投降，一直在旧日本陆军中服役，官至中佐参谋。
二战后，曾一度被苏联关押于西伯利亚强制劳动，1956年获释回国。此后，曾就复员的旧军人再就业一事进行游说，期间濑岛在砺波中学的同学片冈清一曾邀请濑岛进入政界，但濑岛未接受邀请。
1958年，进入伊藤忠商事工作，此后逐步获升迁，至1978年升任伊藤忠商事会长，以中曾根康弘顾问等职在日本政商界发挥强大影响力。1984年，获颁勋一等瑞宝章。同时还担任1980年上映电影《二百三高地》的顾问。

### 与韩国的关系
濑岛龙三与全斗焕、卢泰愚，以及權翊鉉等借双十二政变上台的韩国政要关系良好，在20世纪80年代初日韩关系因光州事件、金大中事件走入低谷时，在日韩之间奔走，使两国间关系得到了缓和。濑岛还曾促成了全斗焕与时任日本首相中曾根康弘之间的互访。

## 逝世
2007年9月4日，因病于日本东京都调布市的家中去世，享年95岁。死后，获赠从三位。